# Паннунци, Роберто
Роберто Паннунци (итал. Roberto Pannunzi; 1948 года, Рим) — международный преступник и наркоторговец. Глава калабрийской мафии «Ндрангета». По мнению колумбийской прокуратуры Паннунци организовал доставку в Европу до двух тонн кокаина ежемесячно.
В молодости эмигрировал в Канаду. Первый раз был арестован в 1984 году. В 1994 году был задержан и выдан Италии, но был освобожден по причине истечения срока ордера на экстрадицию. В 2004 году был снова задержан. В 2010 году сбежал из тюремной больницы в Риме. В июле 2013 года был задержан DEA в торговом комплексе в Боготе. Затем был депортирован в Италию и там арестован. Прокуратура обвиняет Паннунци в организации трансатлантических поставок кокаина.